# Усреднение ценности
Усреднение ценности (англ. value averaging, VA)  — метод корректировки инвестиционного портфеля, который, как утверждают, обеспечивает большую отдачу, чем другие методы, такие как усреднение затрат.

## Описание
С помощью этого метода инвесторы корректируют портфели таким образом, чтобы баланс портфеля достиг заранее определенной ежемесячной или ежеквартальной цели, независимо от колебаний рынка. Например, инвестор может захотеть инвестировать 3600 долларов за 36 месяцев. Используя метод VA, инвестор будет стремиться иметь общую ценность инвестиций в размере 100 USD в начале первого месяца, 200  USD в начале второго месяца и так далее. Инвестировав 100 долларов в начале первого месяца, инвестиции могут стоить 101 доллар в конце этого месяца. В этом случае инвестор вкладывает еще 99 долларов, чтобы достичь цели второго месяца в 200 долларов. Если в конце первого месяца инвестиции стоят 205 долларов, инвестор снимает 5 долларов.
Идея VA заключается в том, что в периоды спада рынка вклад инвестора больше, а в периоды подъема рынка вклад инвестора меньше. Как показано в приведенном выше примере, в отличие от усреднения стоимости в долларах, которое обязывает инвестировать фиксированную сумму денег в каждый период, инвестору, усредняющему ценность, иногда может потребоваться сократить портфель.  Метод был разработан бывшим профессором Гарвардского университета Майклом Эдлесоном.
В формуле усреднения ценности инвестор должен указать ожидаемую норму прибыли.  Включение этой информации позволяет определять периоды превышения и снижения эффективности инвестиций по сравнению с ожиданиями. Если инвестиции растут быстрее, чем ожидалось, инвестору придется покупать меньше или продавать. Если инвестиции растут медленнее, чем ожидалось, или сокращаются, инвестору придется покупать больше.
Некоторые исследования показывают, что этот метод приводит к более высокой доходности при аналогичном риске, особенно при высокой изменчивости рынка и длительных временных горизонтах. Другие исследователи утверждают, что метод VA не дает никакой выгоды в долларовом выражении, из-за того, что формула придает больший вес прошлым доходам, если они были высокими, и меньший вес, если они были низкими.

## Поддержка
Майкл Э. Эдлесон и Пол С. Маршалл утверждают, что метод усреднения ценности даёт более высокую доходность по сравнению с усреднением долларовой стоимости и другими методами инвестирования. Профессор Эдлесон рекомендует трёхлетний период усреднения. Он также предлагает корректировать портфель каждые три или шесть месяцев. Квартальная или полугодовая сумма коррекции портфеля может сильно варьироваться, даже приводя к изъятию средств, как упоминалось выше.

## Критика
Эдлесон и Маршалл основывают свое заявление о том, что метод VA превосходит другие стратегии, на том факте, что он обеспечивает постоянно более высокую внутреннюю норму прибыли (IRR). Однако, согласно Hayley (2013), IRR является вводящим в заблуждение показателем доходности для таких стратегий, как VA. Эти стратегии систематически инвестируют меньше после высокой доходности, чем после слабой. 
Критики утверждают,  что популярность метода VA,  связана с тем, что инвесторы совершают когнитивную ошибку, полагая, что более высокая IRR подразумевает более высокую ожидаемую прибыль.